# Deinopis lamia
Deinopis lamia är en spindelart som beskrevs av MacLeay 1839. Deinopis lamia ingår i släktet Deinopis och familjen Deinopidae. Inga underarter finns listade i Catalogue of Life.